# 에밀리 산데
아델 에밀리 산데(영어: Adele Emeli Sandé 에밀리 샌데[*], MBE, 1987년 3월 10일 ~ )는 잉글랜드의 싱어송라이터이다. 산데는 2009년 랩퍼 칩멍크의 노래 "Diamond Rings" 피처링으로 참여하면서 처음으로 대중들에게 이름을 알렸다. 이 노래는 영국 싱글 차트 10위권에 진입했다. 2010년에는 랩퍼 와일리의 노래 "Never Be Your Woman" 피처링으로 참여해 이 노래 역시 10위권에 진입했다. 사이먼 코웰은 산데를 보고 "요즘 가장 좋아하는 송라이터"라고 말했다. 2012년에는 브릿 어워드 비평가가 뽑은 상을 받았다. 산데는 앨리샤 키스, 셰어 로이드, 퍼레이드, 수잔 보일, 가브리엘, 프리야 캘리더스, 리한나, 리오나 루이스, 알레샤 딕슨, 셰릴 콜, 타이니 템파 이 외에 수 많은 가수들의 곡에 참여했다.
2010년 산데는 EMI 뮤직 퍼블리싱과 레이블 계약을 체결했다. 이후 버진 레코드와도 음반 발매 계약을 체결했다고 발표했다. 2011년 8월 데뷔 싱글 "Heaven"이 발매되었다. 이후 싱글 "Read All About It", "Next to Me", "Beneath Your Beautiful" 모두 영국과 아일랜드에서 1위를 했다. 데뷔 앨범 Our Version of Events는 영국 음반 차트에서 7주 1위를 했고 2012년에만 100만 장을 팔면서 2012년 영국에서 가장 많이 판 음반이 되었다. 또 2012 런던 올림픽 개막식과 폐막식 무대에 섰다.

## 음반 목록

### 정규 앨범
- Our Version of Events (2012)
- Long Live the Angels (2016)
- Real Life (2019)

### 싱글
- Heaven (2011)
- Daddy (feat. 너티 보이) (2011)
- Next to Me (2012)
- My Kind of Love (2012)
- Clown (2012)
- Hurts (2016)